# Sauce Wow-Wow
La sauce Wow-Wow (ou sauce Bow Wow) est une sauce inventée par le Britannique William Kitchiner au XIXe siècle.
Elle se compose de porto, de vinaigre de vin, de persil, de cornichons, de noix marinées, de moutarde anglaise et de ketchup aux champignons sur une base de bouillon de bœuf, de farine et de beurre.
Elle est parodiée dans les Livres du Disque-monde de Terry Pratchett.